# آرتزو
آر ِتْزو (به ایتالیایی: Arezzo) یک شهر کهن در مرکز ایتالیا و مرکز استانی با همین نام واقع در ناحیهٔ توسکانی است. این شهر زادگاه فرانچسکو پترارک، معروف به پدر رنسانس و از بزرگترین شعرای ایتالیا نیز هست.

## جغرافیا
آرتزو در حدود ۸۰ کیلومتری جنوب خاوری فلورانس واقع شده و ارتفاع آن از سطح دریا ۲۹۶ متر است.

## جمعیت

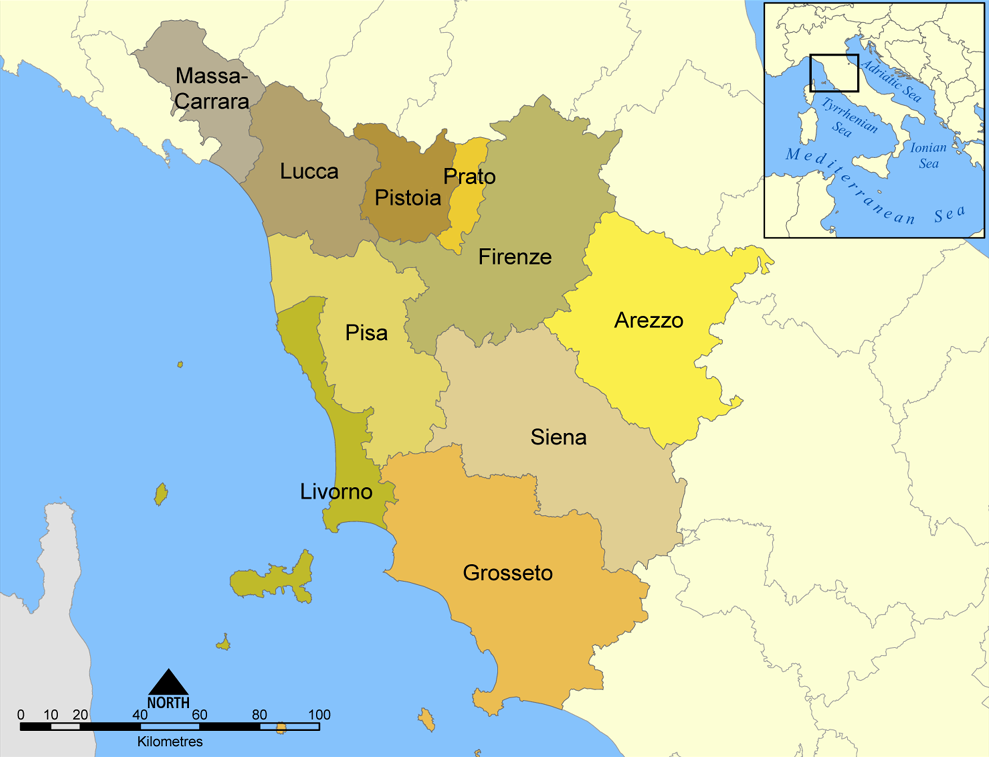

جمعیت این شهر در سال ۲۰۰۱ در حدود ۹۱٬۶۰۰ نفر بوده‌است.

## جاذبه‌های توریسیتی
آرتزو یکی از دوازده شهر اصلی تمدن اتروسکی بود. این دوازده شهر را جمعاً Dodecapolis (دوازده‌شهر) می‌نامیدند. امروزه بازمانده‌های اتروسکی در پیرامون این شهر زیاد یافت می‌شود که معروف‌ترین آن شیمر آرتزو است.